# Caupolicana ocellata
Caupolicana ocellata är en biart som beskrevs av Michener 1966. Caupolicana ocellata ingår i släktet Caupolicana och familjen korttungebin. Inga underarter finns listade.